# 483

## Esdeveniments
- Tarraconense: Els visigots del comte Gauteric controlen tota la Cartaginense i gran part de la Lusitània.
- 13 de març - Roma: Fèlix III és escollit papa, en successió de Simplici I.
- Constantinoble: Il·los es revolta contra l'emperador Zenó i proclama la seva preferència per Lleonci I.
- Betlem (Judea): Sant Saba de Mutalasca funda el monestir de Mar Saba.
- Hunneric, rei dels vàndals, convoca un concili a Cartago al qual hi acudeixen els bisbes de Mallorca, Menorca i Eivissa.

## Necrològiques
- 10 de març - Roma: Sant Simplici I, papa.